# بيداهي
بيداهي أو (بيدايخه) بالإنجليزية (Peitaiho) بالصيينة (北戴河) بالبنين تنطق (Běidàihé) تعتبر واحدة من الإدارات التابعة لمدينة تشينهوانغداو بمقاطعة خبي، تغطي المنطقة الإدارية مساحة 112.45 كيلومتراً مربعاً، وهي تضم مدينة دايهي ومدينة هيبين وبلدة نيوتويا وشارع دونغشان وشارع شيشان، يقطن مدينة بيداهي حاليا حوالي 121950.

## مقدمة
تم إنشاء مقاطعة بيداهي من قبل حكومة تشينغ في عام 1898 كمنتجع صيفي للأشخاص الذين يعيشون معًا، وهو منتجع سياحي مشهور على المستوى المحلي والدولي. منذ الخمسينيات، كان قادة الأحزاب والحكومات وكبار الشخصيات يعملون ويستريحون في بيداهي خاصة خلال فصل الصيف.

## التطور التاريخي
في عام 1737 كانت منطقة تابعة لمحافظة لين يو،
عام 1945 تم تغيرها إلى منطقة خاي بينغ
ثم في عام 1948 أصبحت تابعة لمدينة تشين يو والتي تعرف حاليا باسم مدينة تشينهوانغداو،
وفي عام 1954 شهر فبراير غيرت اسم المدينة حتى أصبح اسمها مدينة بيداهي

## التقسيم الإداراي
اعتبارًا من تشرين الأول (أكتوبر) عام 2018، تتمتع منطقة بيداهي بسلطة على مدينة نيوتويا ومدينة هيبين ومدينة دايهي وشارع شيشان وشارع دونغشان. تقع حكومة المقاطعة الشعبية في رقم 88، شارع ليانفينج نورث.

## الموقع الجغرافي
تقع مدينة بيداهي في الشمال الشرقي لمقاطعة خبي، وتقع عند خط عرض 39 ° 47-48 ′ ′ "39 ° 53′17 ′ ′ شمالاً، وعلى خط طول 119 ° 24′08 ′ ′ - 119 ° 31′58 ′ ′ شرقاً، تقع في الشمال الشرقي بجوار منطقة ميناء مدينة تشينهوانغداو، ويحدها من الغرب والشمال الغربي منطقة فننج، ومن الشرق والجنوب خليج بوهاي. يبلغ طولها 11.2 كم من الشرق إلى الغرب و 10.15 كيلومترات من الشمال إلى الجنوب، وتبلغ مساحتها الإجمالية 112.45 كيلومتر مربع.